# Szumiaczi
Szumiaczi (ros. Шумя́чи, pol. Szumiacze) – osiedle typu miejskiego w Rosji, w obwodzie smoleńskim, siedziba rejonu szumiackiego.

## Historia
Pierwsze pisemne wzmianki o miejscowości pochodzą z 1587 roku w związku nadaniem miejscowych ziem litewskim kniaziom. Do XVIII wieku wieś, a później miasteczko.
Prywatne miasto szlacheckie położone było do I rozbioru Rzeczypospolitej (1772) w województwie mścisławskim.
Jedno z centrów administracyjnych w ujeździe klimowickim w guberni mohylewskiej w granicach Imperium Rosyjskiego. W drugiej połowie XIX wieku mieszkało tu około 2300 tys. mieszkańców, z czego 1280 stanowili Żydzi.
W latach 1922–1929 miejscowość wchodziła w skład ujazdu rosławskiego w guberni smoleńskiej. W 1929 roku Szumiaczi zostało centrum rejonu szumiackiego w składzie okręgu rosławskiego w obwodzie zachodnim. W 1965 miejscowość uzyskała status osiedla typu miejskiego.

## Gospodarka
W miejscowości działa wytwórnia asfaltu i betoniarnia oraz piekarnia. Działają tu dwa oddziały banków, supermarket, muzeum rzemieślniczo-krawieckie i kino „Junost'”.